# Chamaedorea palmeriana
Chamaedorea palmeriana är en enhjärtbladig växtart som beskrevs av Donald R. Hodel och Natalie Whitford Uhl. Chamaedorea palmeriana ingår i släktet Chamaedorea och familjen Arecaceae. Inga underarter finns listade i Catalogue of Life.